# Jerónimo Gascón de Torquemada
Jerónimo (o Gerónimo) Gascón de Torquemada (Valladolid, septiembre de 1572-Madrid, 24 de enero de 1637) fue un cronista, cortesano y funcionario español del siglo XVII.

## Biografía
Nacido de matrimonio formado por el jurista Juan Gascón y Francisca de Torquemada. Su padre pertenecía a una familia de hidalgos con mayorazgo en Herrera de Duero. Fue bautizado en la iglesia de San Martín de Valladolid el 30 de septiembre de 1572. Se introdujo en los ámbitos cortesanos, en el marco del traslado de la corte a Valladolid,  al ser nombrado en 1603 gentilhombre de cámara de los sobrinos de Felipe III: Felipe Manuel, Víctor Amadeo y Manuel Filiberto de Saboya; por entonces residentes en la corte española.
Tras la vuelta de la corte a Madrid se traslada a esta ciudad. En 1625, tras la muerte de Manuel Filiberto de Saboya, fue nombrado gentilhombre de cámara del hermano del monarca, Carlos de Austria. Fue también aposentador del Rey.
En 1630 es nombrado secretario del Rey y en esa misma década, mayordomo de Íñigo Vélez, VIII conde de Oñate.
Murió el 24 de septiembre de 1637 en las casas del conde de Oñate y fue enterrado en la capilla de Nuestra Señora de los Remedios del convento de la Merced de Madrid.
Fue autor de diversas crónicas y relaciones. Entre las mismas destaca una crónica de la corte española desde 1600, continuada por su hijo, Jerónimo Gascón de Tiedra, hasta 1649; que no fue publicada hasta 1991.

## Matrimonio e hijos
En 1602 contrajo matrimonio con Juana de Ayora y Tiedra, con quien tuvo cinco hijos:
- Francisca Gascón de Tiedra (Valladolid, 1604-¿?), casada en 1633 con el capitán Juan Hurtado de Mendoza y Barona;
- Juan Gascón de Tiedra (Valladolid, 15 de marzo de 1605-15 de marzo de 1628), estudiante en Salamanca;
- Jerónimo Gascón de Tiedra, gentilhombre de Francisco Fernández de la Cueva y Enríquez de Cabrera, VIII duque de Alburquerque;
- Manuel Gascón de Tiedra, criado de Bernardo de Silva Mendoza y Manrique de Lara, II marqués de la Eliseda, y
- Leonor Gascón de Tiedra, casada con el capitán Miguel Velázquez.

## Obras
- Gascón de Torquemada, Gerónimo; Ceballos-Escalera y Gila, Alfonso; Gascón de Tiedra, Gerónimo (1991). Gaçeta y nuevas de la corte de España. Madrid. ISBN 978-84-600-7855-5.
- Blas Román, ed. (1789). Nacimiento, vida, prision y muerte de D. Rodrigo Calderon, marques de Siete Iglesias, conde de la Oliva, etc.; Dala á luz D. Antonio Valladares de Sotomayor;. Madrid.
- Compendio de los reyes que ha tenido España desde Adán hasta el Rey Felipe IV; recopilado y compuesto por Gerónimo Gascón de Torquemada;.